# 마약왕
마약왕은 마약 밀매의 조직, 네트워크 등을 담당하는 일종의 범죄 지도자다.

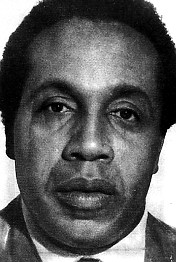
1970년대 초, 뉴욕 할렘에서 활동했던 미국의 마약왕 프랑크 루카스

마약왕은 보통 불법적인 물건을 직접 소지하고 있지 않고 여러 계층의 직원에 의해 실제 마약 거래로부터 보호받고 있기 때문에 법의 심판을 받기가 어렵다. 독립적인 마약왕들이 서로 결탁하여 이익을 늘리고 마약 밀매를 하기 위해 마약 카르텔이라는 조직을 결성하기도 한다.

## 마약왕 목록
- 미겔 앙헬 펠릭스 가야르도
- 파블로 에스코바르
- 아마도 카리요 푸엔테스
- 호아킨 구스만